# 시에라츠

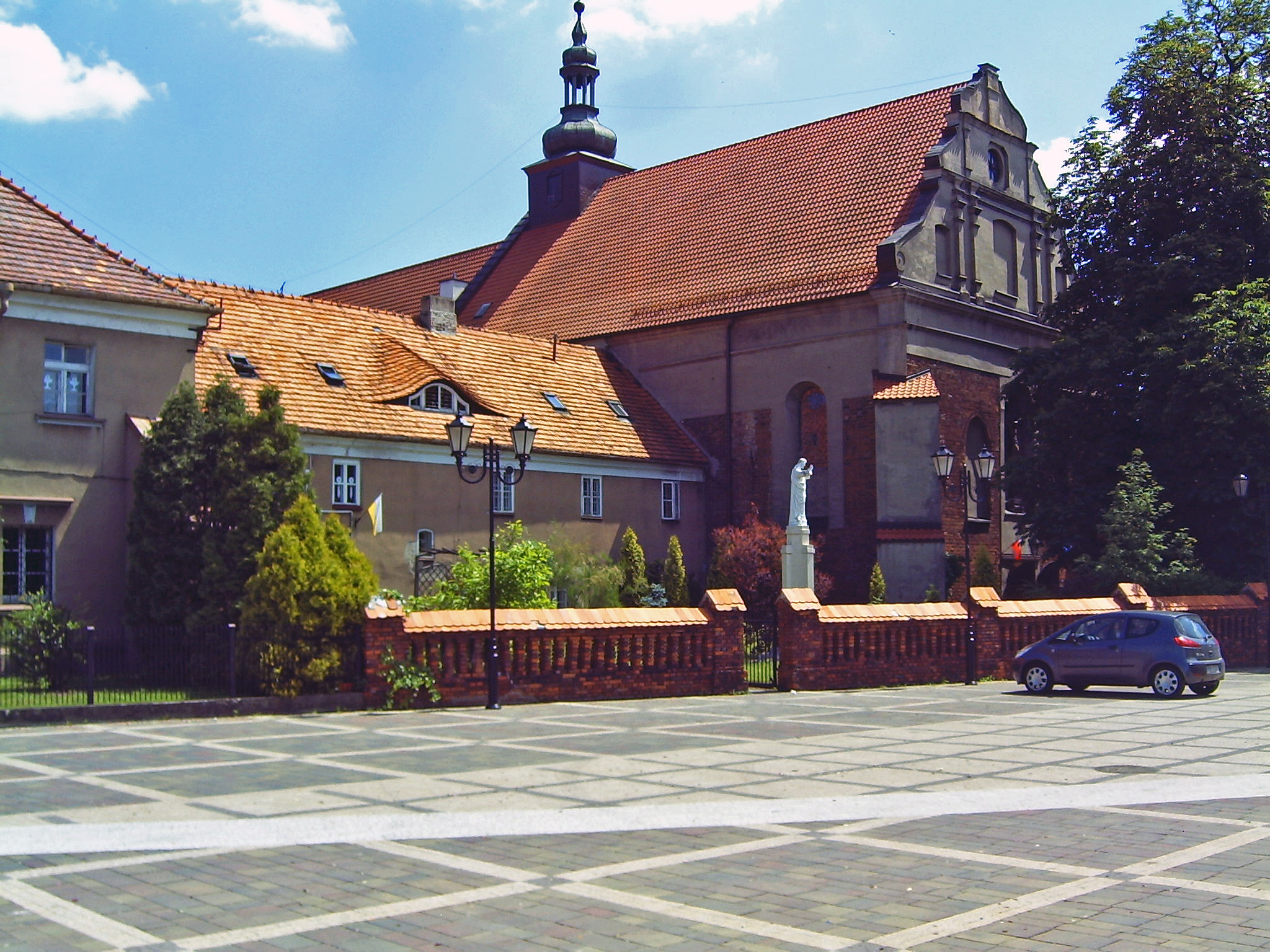
시에라츠

시에라츠(폴란드어: Sieradz)는 폴란드 중부 우치주에 위치한 도시로 면적은 51.22km2, 인구는 44,045명(2006년 기준), 인구 밀도는 860명/km2이다. 바르타강 유역과 접한다. 11세기에 마을이 형성되었으며 1247년에 도시 지위를 부여받았다.

시기
시 문장